# Bjursätra

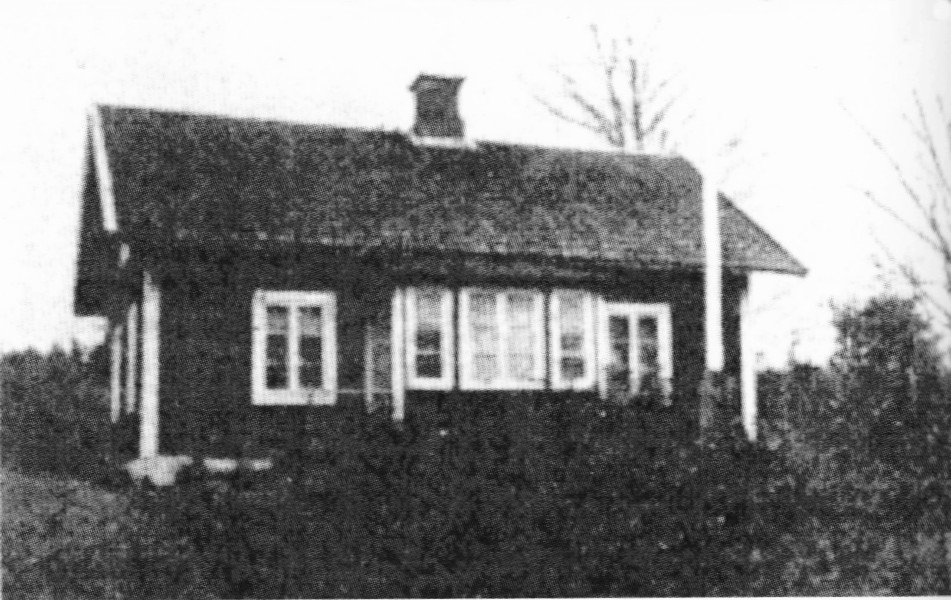
Torpet Bjursätra 1951.

Bjursätra var ett 1600-talstorp som låg i nuvarande kvarteret Bäverdalen vid  Bjursätragatan 125-131 i dagens stadsdel Rågsved i södra Stockholm. Här, vid norra änden av sjön Magelungen, fanns en grupp av fyra torp  (Rågsved, Fagergren, Snösätra och Bjursätra) som samtliga var torp under Älvsjö gård. Torpet Fagergren (även stavat Fagelgren) försvann redan 1909, Rågsved revs 1956 och Snösätra 1975. Bjursätra var bebott ända fram till 1951 då även det revs. Området för den gamla torptomten är ett fornminne med RAÄ-nummer Stockholm 338.

## Historik

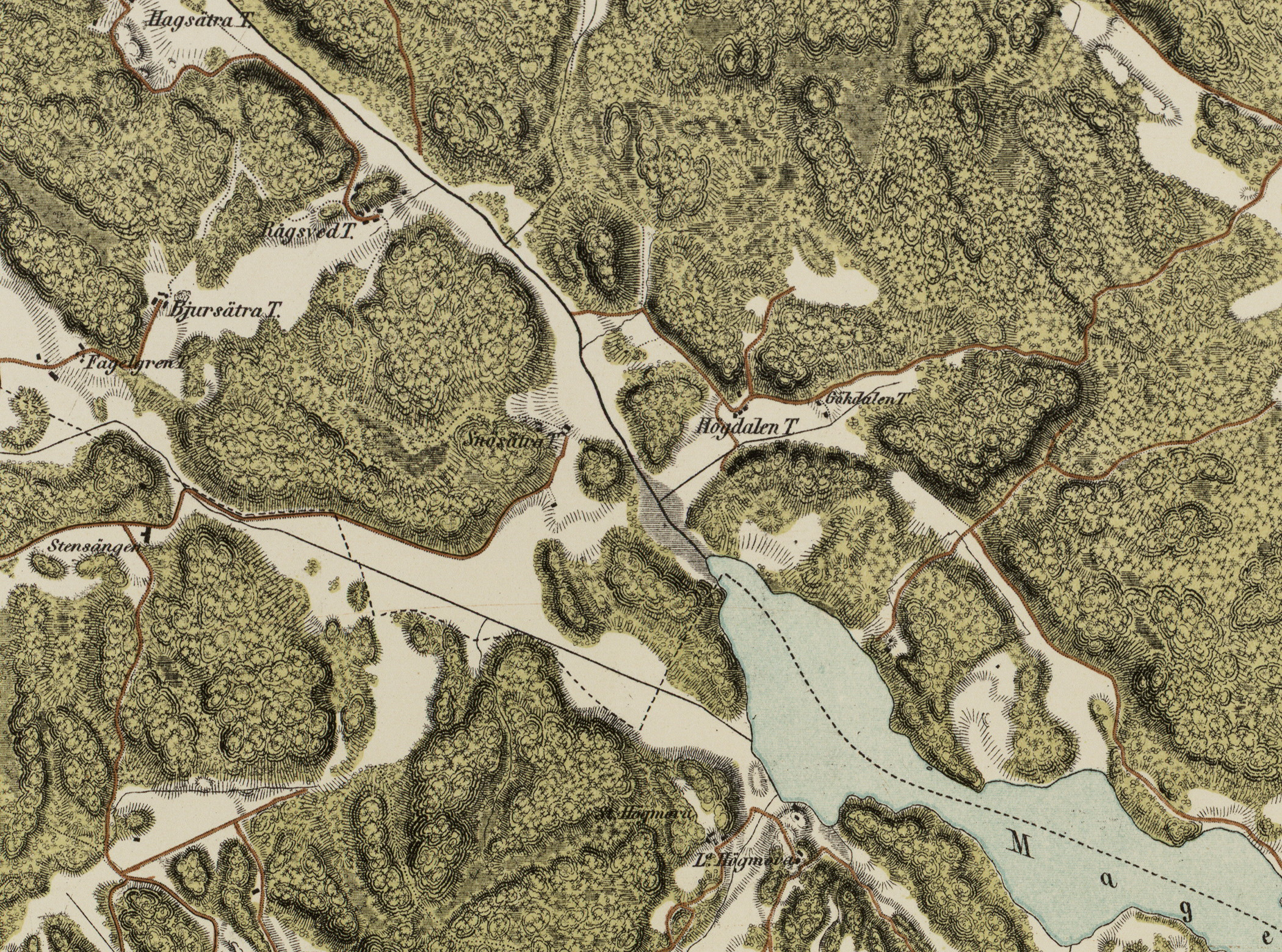
Området på 1860-talet.

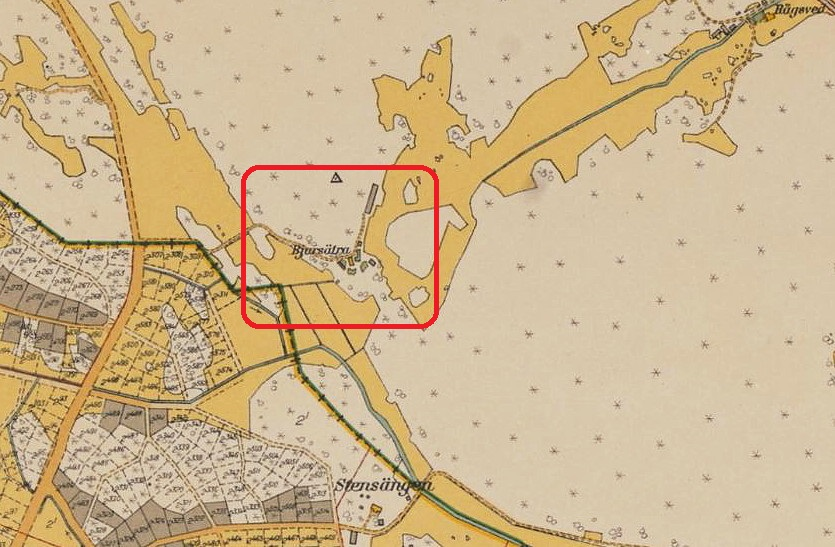
Bjursätra på 1920-talet.

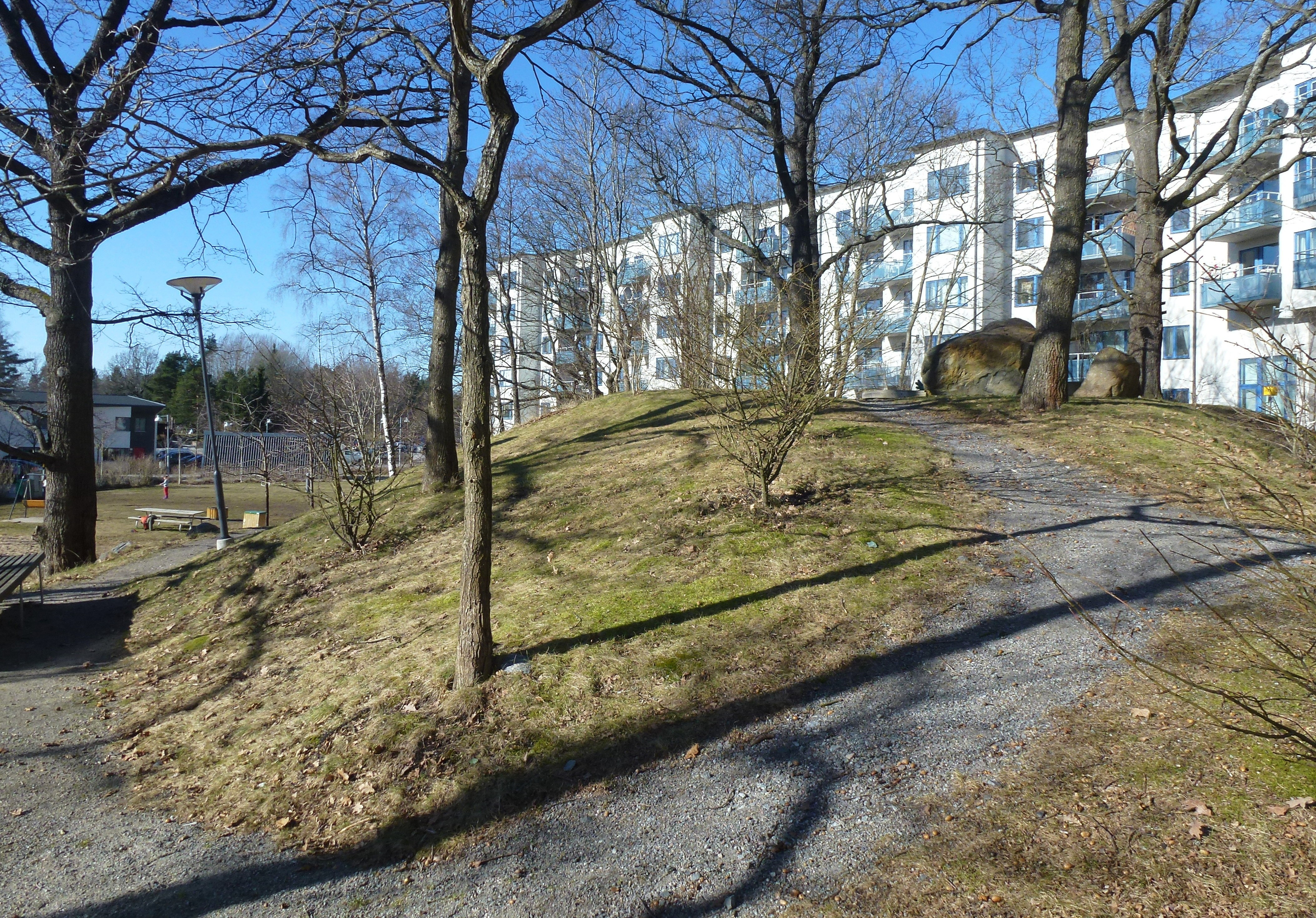
Platsen för Bjursätra idag.

Torpet Bjursätra låg i en dalgång mellan Kräpplaån och Magelungsån. Det äldsta skriftliga belägget för Bjursätra härrör från år 1627 då det stavades Biornsettra. På en karta från 1750 kallas stället för Biörsätra. Efterleden -säter är ett vanligt förekommande ortnamn med betydelsen “utmarksäng” eller “skogsäng”. Förleden kan tolkas som djur björn eller bäver, alternativt som personnamn Björn, men det var ingen Björn som var den första kända personen på torpet utan en Erick.[källa behövs]

## Platsen på historiska kartor
På en karta från 1846 framgår att Bjursätra vid den tiden bestod av två byggnader och på Topografiska corpsens karta från 1861 visas tre till fyra byggnader. Från landsvägen i Huddinge gick en byväg fram till Bjursätra. På Häradsekonomiska kartan från 1901-1906 är Bjursätras läge något längre söderut där även kartor från 1920 och 1951 samt RAÄ-nummer Stockholm 338 anger platsen för torpet. Torpet var bebott fram till 1951 då det revs för att bereda plats för stadsdelens nya bebyggelse. 

## Platsen idag
Idag påminner Bjursätragatan i Rågsved om det forna torpet. På innergården av kvarteret Bäverdalen vid  Bjursätragatan 125-131 återstår en liten terrasserad kulle på 60x30 meter som är resten av Bjursätra torptomt.